# 눈사태 정석
눈사태 정석, 소목눈사태정석, 경사형정석 또는 밀어붙이기는 소목 정석의 일종이다. 일본에서는 붕설형 정석이라고 한다. 소목과 한칸높은걸침의 형태에서 걸친 돌에 대한 밑붙임 응수의 수순을 바탕으로 한 정석이다. '큰눈사태정석'과 '작은눈사태정석'이 있다.